# Super Multi
Super Multi - термин, обозначающий, что DVD-привод поддерживает запись оптических дисков в форматах как «минус» (DVD-R/DVD-RW), так и «плюс» (DVD+R/DVD+RW), а также DVD-RAM.
Этот термин подразумевает улучшенный DVD Multi, предложен LG и в настоящее время является её торговой маркой. Также его использует NEC в своей продукции. LiteOn вместо этого термина использует Super AllWrite, который приблизительно является тем же самым.
Некоторые приводы с поддержкой Super Multi также поддерживают двуслойные форматы оптических дисков (такие как DVD-R DL и DVD+R DL), но это не входит в условия поддержки Super Multi. Приводы с поддержкой Super Multi не обязательно должны поддерживать запись оптических дисков форматов:
- DD-CD-R
- DD-CD-RW
- PD
- DVD-R for Autouring
- BD-R

Обычно такие приводы не поддерживают HD-Burn или диски GigaRec. Запись дисков с переполнением также может поддерживаться, а может и нет.